# Illustration de fantasy
L'illustration de fantasy est un genre d'illustration représentant les univers qui se rapportent à la fantasy. Ces illustrations abordent l'heroic fantasy (épées, elfes, dragons, châteaux),,.

## Liste d'illustrateurs de fantasy
- Alan Lee
- Arthur Rackham
- Ashley Wood
- Berni Wrightson
- Bob Eggleton
- Boris Vallejo
- Brian Froud
- Charles Vess
- Chris Achilleos
- Ciruelo Cabral
- Clyde Caldwell
- Dave Gallagher (voir Warhammer)
- David Bowers
- Donato Giancola
- Don Lawrence
- Drew Posada
- Drew Struzan
- Enki Bilal
- Earl Norem
- Florence Magnin
- Frank Frazetta
- Frank Kelly Freas
- Fred Beltran
- Gerald Brom
- Gary Gianni
- Gil Formosa
- Hajime Sorayama
- Iain McCaig
- Jean-Baptiste Monge
- Jean Pierre Targete
- Jean Giraud
- Jeff Easley
- Jeffrey Jones
- Jim Burns
- Joe Chiodo
- Joe Jusko
- John Bauer
- John Blanche  (voir Warhammer)
- John Howe
- John Jude Palencar
- Jon Foster
- Joseph Michael Linsner
- Julie Bell
- Juan Gimenez
- Keith Parkinson
- Ken Kelly
- Kent Williams
- Kev Walker
- Kinuko Y. Craft
- Larry Elmore
- Les Edwards
- Luis Royo
- Magali Villeneuve
- Manuel Sanjulian
- Melvyn Grant
- Michael Whelan
- Mike Hoffman
- Olivia De Berardinis
- Olivier Frot
- Paolo Parente
- Richard Corben
- Roger Dean
- Rowena Morrill
- Samwise Didier
- Simon Bisley
- Tim White
- Todd Lockwood
- Tim Bradstreet
- Victoria Francés
- Vicente Segrelles
- Virgil Finlay
- William Stout
- Wojtek Siudmak
- Zdzisław Beksiński